# Tropidion carinicolle
Tropidion carinicolle är en skalbaggsart som först beskrevs av Bates 1872. Tropidion carinicolle ingår i släktet Tropidion och familjen långhorningar.
Artens utbredningsområde är:
- Nicaragua.
- Panama.

Inga underarter finns listade i Catalogue of Life.